# Tunnel di contrabbando
I tunnel di contrabbando sono passaggi segreti, di solito nascosti sottoterra, utilizzati per il contrabbando di merci e persone.

## Europa

### Italia
Nel nord Italia, precisamente in Alto Adige, nella prima metà del novecento, venivano utilizzate delle gallerie scavate nella roccia dai contrabbandieri lungo la gola dell'Uina, partendo da Slingia, in alta val Venosta, nei pressi di Laudes presso Burgusio di Malles, le gallerie permettevano il passaggio delle merci dalla Svizzera all'Italia e viceversa, senza dover passare per le dogane, quindi evadendo le tasse.

### Bosnia

#### Tunnel di Sarajevo
Durante l'assedio di Sarajevo, un tunnel sotto la terra di nessuno della città e l'aeroporto ha fornito un collegamento vitale per i residenti. Armi sono state contrabbandate in città e persone sono state trasportate fuori.

## Asia

### Medio Oriente

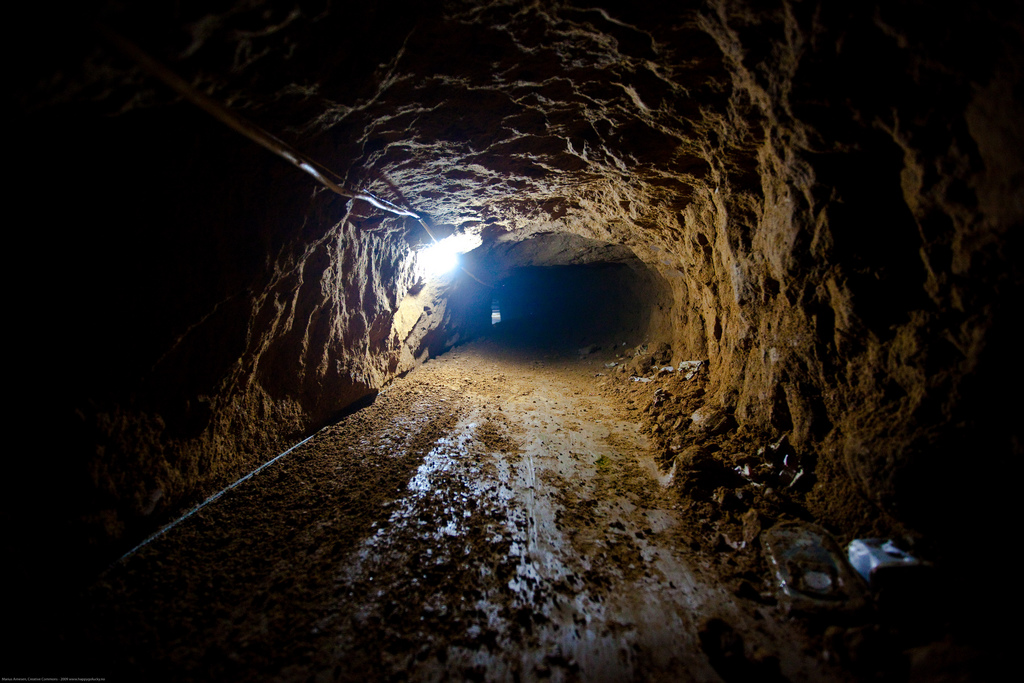
Tunnel di contrabbando in Rafah, 2009

#### Striscia di Gaza - Egitto
I tunnel di contrabbando che collegano l'Egitto e la Striscia di Gaza, scavalcando il confine internazionale istituito dal Trattato di pace israelo-egiziano del 1979. Il tunnel passano sotto la Philadelphi Route ( ציר פילדלפי in ebraico), uno spazio dato al controllo dei militari israeliani secondo gli accordi di Oslo, al fine di garantire la frontiera con l'Egitto.
Nei tunnel venivano contrabbandati generi alimentari, animali, medicinali e armi (Kalašnikov e lanciarazzi RPG), per circa 2/3 dei prodotti venduti in Gaza, occupando circa 12.000 persone. Tra il 2005 e il 2006 Hamas ha contrabbandato 767 razzi e circa 80 tonnellate di esplosivo negli ultimi sei mesi del 2008. Secondo Israele ci sono circa 500 gallerie lunghe tra i 400 e i 900 metri.